# Richard Montague
Richard Merritt Montague (20 de septiembre de 1930 – 7 de marzo de 1971) fue un matemático y filósofo estadounidense, que realizó contribuciones a la lógica matemática y a la filosofía del lenguaje. Es conocido por proponer la gramática de Montague para formalizar la semántica del lenguaje natural. Como discípulo de Alfred Tarski, también aportó desarrollos iniciales a la teoría de conjuntos axiomática (ZFC). Durante la segunda mitad de su vida, fue profesor en la Universidad de California, Los Ángeles hasta su temprana muerte, considerada un homicidio, a la edad de 40 años.

## Carrera
En la Universidad de California, Berkeley, Montague obtuvo una licenciatura en filosofía en 1950, un máster en matemáticas en 1953 y un PhD en Filosofía en 1957, este último bajo la dirección del matemático y lógico Alfred Tarski. Montague pasó toda su carrera enseñando en el Departamento de Filosofía de la UCLA, donde dirigió las tesis de Nino Cocchiarella y Hans Kamp.
Montague escribió sobre los fundamentos de la lógica y de la teoría de conjuntos, en sintonía con su condición de discípulo de Tarski. Su tesis doctoral, titulada Contributions to the Axiomatic Foundations of Set Theory, contenía la primera demostración de que todas las posibles axiomatizaciones de la teoría axiomática de conjuntos ZFC estándar deben incluir infinitos axiomas. Es decir, ZFC no puede ser axiomatizada de forma finita.
Fue pionero en el estudio lógico de la semántica del lenguaje natural que acabaría denominándose gramática de Montague, enfoque que ha resultado especialmente influyente entre algunos lingüistas computacionales —incluso más que entre los filósofos del lenguaje de corte tradicional—. En particular, su influencia persiste en corrientes gramaticales como la gramática categorial (por ejemplo, la Gramática Categorial de Unificación, la Left-Associative Grammar o la Gramática Categorial Combinatoria), que tratan de derivar representaciones sintácticas y semánticas de manera simultánea, así como en la semántica de cuantificadores, de ámbitos y del discurso (Hans Kamp, discípulo de Montague, codesarrollo la Teoría de la Representación del Discurso).
Montague era además un organista consumado y un exitoso inversor inmobiliario. Falleció violentamente en su propia casa; el crimen no se ha resuelto hasta el día de hoy. Anita Feferman y Solomon Feferman sostienen que Montague, que era homosexual, frecuentaba bares en busca de compañía y que solía llevar a conocidos o desconocidos a su casa. El día de su asesinato habría invitado a varias personas “para algún tipo de velada”, quienes acabaron estrangulándolo.

## Obra
La obra de Montague supuso un hito en la aplicación de métodos lógicos rigurosos a la semántica del lenguaje natural. Su obra partía de la premisa de que no existen diferencias fundamentales entre los lenguajes formales y el lenguaje ordinario, de modo que ambos podían ser tratados con las mismas técnicas de la teoría de modelos y la lógica de tipos. A través de esta aproximación, Montague formalizó fenómenos complejos como la cuantificación, la modalización y la referencia a entidades abstractas, haciendo uso de conceptos como los mundos posibles. Este enfoque constituyó uno de los primeros pasos decisivos hacia la denominada semántica formal, y tendió puentes con la lingüística generativa, la filosofía del lenguaje y la lingüística computacional. Su insistencia en la naturaleza composicional del significado propició nuevos métodos para analizar la ambigüedad y la polisemia, dejando un influjo notable en la comprensión de la interacción entre la sintaxis y la semántica, y sentando las bases para investigaciones que aún siguen desarrollándose.
Los trabajos de Montague con mayor repercusión, publicados entre 1970 y 1973, presentaron una serie de modelos formales que buscaban describir con precisión las relaciones sintáctico-semánticas en el lenguaje ordinario. Entre ellos destacan “English as a Formal Language” y “The Proper Treatment of Quantification in Ordinary English”, donde definió un sistema basado en lógica de tipos intensional para abordar, de forma unificada, los problemas de referencialidad, cuantificación y modalización. Al concebir la semántica del lenguaje natural como una extensión de la semántica formal utilizada en lógica y teoría de modelos, Montague introdujo métodos para representar la estructura composicional de las oraciones, mostrando cómo la información contextual y los distintos mundos posibles podían incorporarse en la interpretación de oraciones con fenómenos tan diversos como el discurso indirecto o la cuantificación universal y existencial.
Este aparato formal también permitió precisar cómo actúa la variación de significado en construcciones con ambigüedad léxica y oraciones subordinadas. Por ejemplo, Montague identificó la forma en que las restricciones sintácticas y semánticas se reflejan en la manera de interpretar pronombres, tiempos verbales y operadores modales, dando lugar a una semántica composicional capaz de generar la lectura semántica correcta a partir de la estructura lógica de la oración. Su influencia fue especialmente marcada en la semántica generativa y en los estudios de la relación sintaxis-semántica, ilustrados por la obra de lingüistas como Barbara Partee, quien aplicó los principios montaguianos al análisis de la anáfora, la desambiguación y la referencia.
Además de su trascendencia en el ámbito filosófico, Montague sentó las bases para que la lingüística computacional adoptara una perspectiva formal rigurosa. Sus métodos de correspondencia entre estructura sintáctica y representación semántica se convirtieron en un pilar fundamental para el desarrollo de lenguajes de marcado lógico y para algoritmos de análisis semántico en entornos computacionales. Esta confluencia entre lógica, filosofía y lingüística generó un área de investigación interdisciplinaria donde el tratamiento composicional y la teoría de los mundos posibles demostraron ser útiles para procesar y entender oraciones con matices modales, proposiciones subordinadas y fenómenos de alcance de los cuantificadores.
Así, Montague no solo logró evidenciar la potencia de la lógica formal como herramienta para el estudio del significado en el lenguaje natural, sino que inauguró un nuevo horizonte de investigación: la semántica formal moderna, que persiste en la vanguardia de la filosofía del lenguaje y de la lingüística teórica. Sus ideas siguen modelando la forma en que académicos y profesionales conciben la interfaz entre la estructura oracional y la función semántica, propiciando numerosos desarrollos que van desde la teoría de la representación del discurso hasta la inteligencia artificial y la comprensión automática del lenguaje.

## En la cultura popular
Tres novelas se han inspirado en la vida y muerte de Richard M. Montague:
- The Mad Man del autor estadounidense de ciencia ficción Samuel R. Delany (1994)
- Less Than Meets the Eye del filósofo estadounidense David Berlinski (1994)
- The Semantics of Murder de la escritora irlandesa Aifric Campbell (2008)